# Karl Swenson
Karl Swenson, född 23 juli 1908 i Brooklyn, New York, död 8 oktober 1978 i Torrington, Connecticut, var en amerikansk skådespelare inom film, television, radio och teater. 

## Biografi
Karl Swenson inledde sin karriär som skådespelare på Broadway och inom radioteater på 1930-talet.
Swensons föräldrar var svenskar, och han fick ofta spela skandinaviska karaktärer i film och TV. Bland hans mer kända roller kan nämnas Lars Hanson i 41 avsnitt av Lilla huset på prärien. I thrillerfilmen Jagad av agenter spelade han en anställd på Grand Hotel i Stockholm, och fick där tillfälle att yttra några repliker på svenska. Han dök även upp som gästskådespelare i flera avsnitt av Bröderna Cartwright, Krutrök, The Virginian och Lassie. Swenson gjorde även rösten till Merlin i den animerade filmen Svärdet i stenen 1963.
Karl Swenson fick i giftet med Virginia Hanscom Swenson, åren 1930–1950, fyra söner. Han gifte senare om sig med Joan Tompkins, ett äktenskap som varade fram till hans död.
Swenson dog av en hjärtattack på Charlotte Hungerford-sjukhuset i Torrington i Connecticut den 8 oktober 1978, strax efter att  ha spelat in avsnittet i Lilla huset på prärien där hans karaktär Lars Hanson dör. Han är begravd på Center Cemetery i New Milford i Connecticut.

## Filmografi i urval
- 1958 – Rivalerna
- 1960 – Halvblodet
- 1961 – Dom i Nürnberg
- 1962–1965 – Perry Mason (TV-serie)
- 1963 – Jagad av agenter
- 1963 – Fåglarna
- 1963 – Svärdet i stenen (röst som Merlin)
- 1965 – Cincinnati Kid
- 1965 – Katie Elders 4 söner
- 1967 – Sheriffen i Tombstone
- 1967 – Cimarron Strip (TV-serie)
- 1970 – Sheriff i het stad
- 1971 – Jakten mot nollpunkten
- 1974–1978 – Lilla huset på prärien (TV-serie)